# Lycomorphodes bipartita
Lycomorphodes bipartita là một loài bướm đêm thuộc phân họ Arctiinae, họ Erebidae.